# Rutenia
Rutenia è il toponimo della Rus' di Kiev, che indicava l'Ucraina e la Bielorussia nel Medioevo e l'età moderna.
Il nome trova la propria origine nel termine Rus', e viene usato per delimitare gli abitanti della Rus’ e tutto ciò che la riguarda. Oggi il territorio storico della Rus' di Kiev forma parte dei territori dell'Ucraina, della Bielorussia, della Russia, della Polonia e una piccola parte del nord-est della Slovacchia.
Il termine rus', dovrebbe derivare dalla radice norrena roôs o roths usata in ambito nautico e ancora esistente nelle lingue finlandese ed estone per indicare gli svedesi, ruotsi e rootsi. Inizialmente, questo termine la rus' si riferiva ai variaghi, poi al territorio dei poliani nell'Ucraina centrale, e quindi fu usato per l'intero territorio sotto il dominio di Kiev, cioè la Rus' di Kiev.

## Alto Medioevo
Il termine Ruteni appare per la prima volta nella forma rex Rutenorum, re dei Ruteni, negli annali di Augusta del XII secolo. Si trattò probabilmente dell'abitudine di dare ai popoli ritenuti barbari nomi presi dalla tradizione degli autori classici latini, per cui i Dani vennero chiamati Daci e le popolazioni della Germania, Teutoni. La trasformazione del nome Rus in Ruteni fu influenzata dal nome di una tribù gallica citata da Giulio Cesare.

In un testo geografico proveniente dalla Francia del XII secolo si trova, per la prima volta, l'associazione tra il nome Russia e Rutenia attraverso una citazione del poeta latino Lucano: 
 In precedenza i Rus' erano stati denominati Rugi, una delle più famose tribù gote, e Rutuli, una tribù italica citata da Virgilio nell'Eneide. Nel corso del XIII secolo il termine venne normalmente usato per indicare la Rus' di Kiev soprattutto in Ungheria, Boemia e Polonia.
Rus’ in greco si leggeva Rusia (probabilmente la pronuncia greca si ritrovò anche in latino).

## Basso Medioevo
Nel corso del XIV secolo la Rus' di Kiev si disintegrò in numerosi stati minori come il principato di Galizia-Volinia (Regno di Rutenia) e la Repubblica di Novgorod per poi venire quasi del tutto sottomesso al dominio mongolo. In seguito uno degli stati derivati da Vladimir-Suzdal, il principato di Mosca, prese il controllo della parte significativa delle terre anticamente dominate da Kiev continuando ad usare il termine Rus' o Russia per indicare il nuovo stato.
Anche la Chiesa ortodossa, che aveva scarsi contatti con il Papa di Roma usò raramente il termine Ruthenia. I nativi peraltro denominarono la loro terra con varianti del termine originario rus' e queste parole passarono poi anche in uso nel latino e nell'inglese. Il territorio della Galizia-Volinia, a ovest, che aveva contatti più stretti con il mondo cattolico, fu conosciuto come Regno di Rutenia in latino quando il principe Danylo di Galizia fu incoronato dal Papa e assunse il titolo di Re di Rus'.
In polacco questi territori sono indicati come:
- Ruś Halicko-Wołyńska- Halyč-Volinia
- Ruś Halicka - Halyč
- Ruś Biała - Rutenia Bianca - Russia Bianca o Bielorussia
- Ruś Czarna- Rutenia Nera - parte della moderna Bielorussia
- Ruś Czerwona - Rutenia Rossa - piccola striscia di territorio divisa tra Polonia, Przemyśl, e parte occidentale dell'Ucraina, Galizia. I polacchi chiamano quest'area anche con il nome di Voivodato di Rutenia
- Ruś Podkarpacka - Rutenia subcarpatica.

## Era moderna

### Bielorussia
I bielorussi hanno chiamato spesso sé stessi litvins (lituani) in quanto residenti in quello che fu il Granducato di Lituania e il nome rutheni non è praticamente più utilizzato.
Al termine della seconda guerra mondiale i bielorussi provenienti dalla zona di Kresky, una regione appartenente, prima della guerra, alla Polonia, si trovarono, a causa delle deportazioni subite durante il conflitto, nelle zone della Germania sotto il controllo occidentale. In quegli anni l'idea di una nazione bielorussa ebbe poco seguito in occidente. Quindi, per evitare confusione con il termine russi e quindi con l'idea del rimpatrio in URSS (che al termine della guerra aveva annesso la regione di Kresky), vennero in uso, per breve tempo, i termini di rutheni bianchi e Krivian. Quest'ultimo termine deriva dal nome di una tribù slava, Krivichs, un tempo insediata in Bielorussia.

### Ucraina
Quando, nel 1772, l'impero asburgico rese provincia la Galizia venne in risalto che le genti denominate anche Slavi dell'est erano distinte dai russi e dai polacchi. Per sottolineare questa differenza gli austriaci adottarono il termine "ruteni" e continuarono a utilizzarlo fino alla caduta dell'impero nel 1918.

All'inizio del XX secolo il termine Ucraina divenne in uso in Galizia e Halyčyna, mentre Rutenia venne usato per indicare un'area dei Carpazi all'interno del Regno d'Ungheria. La Rutenia subcarpatica comprendeva le città di Mukačevo, Užhorod e Prešov. Questa regione aveva fatto parte dell'Ungheria a partire dall'XI secolo e spesso era stata anche conosciuta come Magna Rus o Russia Carpatica.
Dopo essere stata incorporata, tra la I e la II guerra mondiale, nella Cecoslovacchia, la regione tentò di dichiarare, con scarso successo, la sua indipendenza, con il nome di Ucraina carpatica nel 1939. Una piccola minoranza rutena rimase nel nord-est della Cecoslovacchia (ora repubblica Slovacca) dopo la seconda guerra mondiale. Gli abitanti di queste regioni vennero però rapidamente assimilati in quanto la loro lingua era strettamente collegata allo slovacco e molti rifiutarono di essere identificati come ucraini, come il governo consigliò loro di fare dopo il 1953.

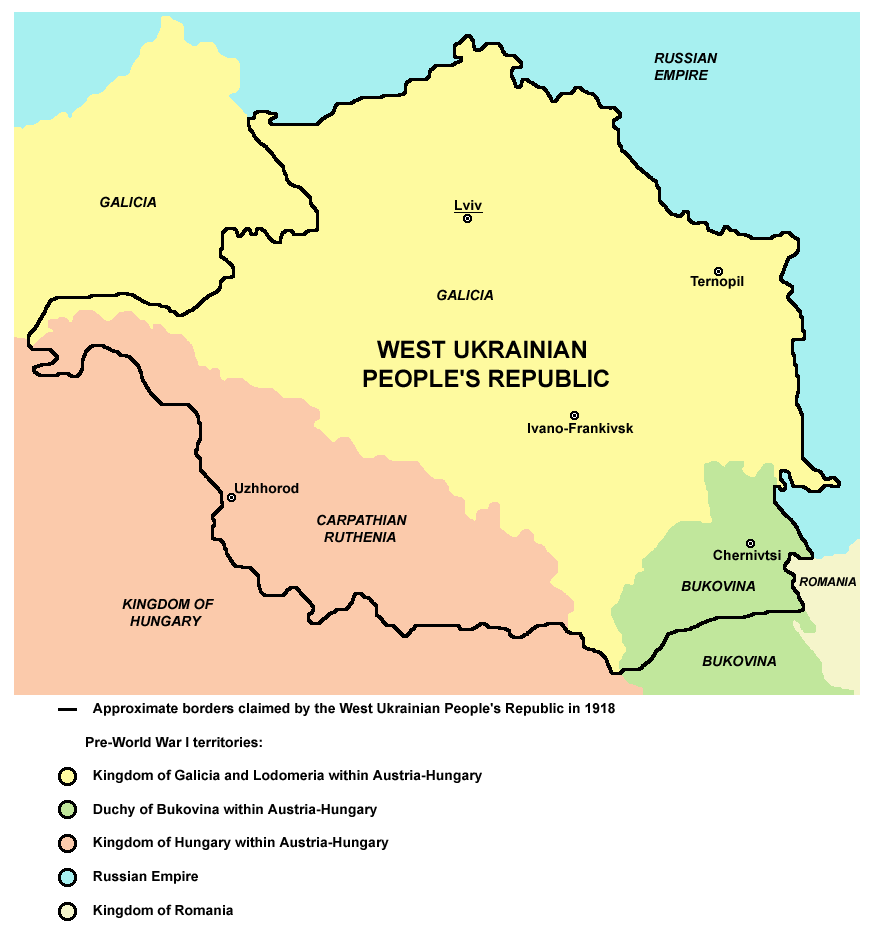
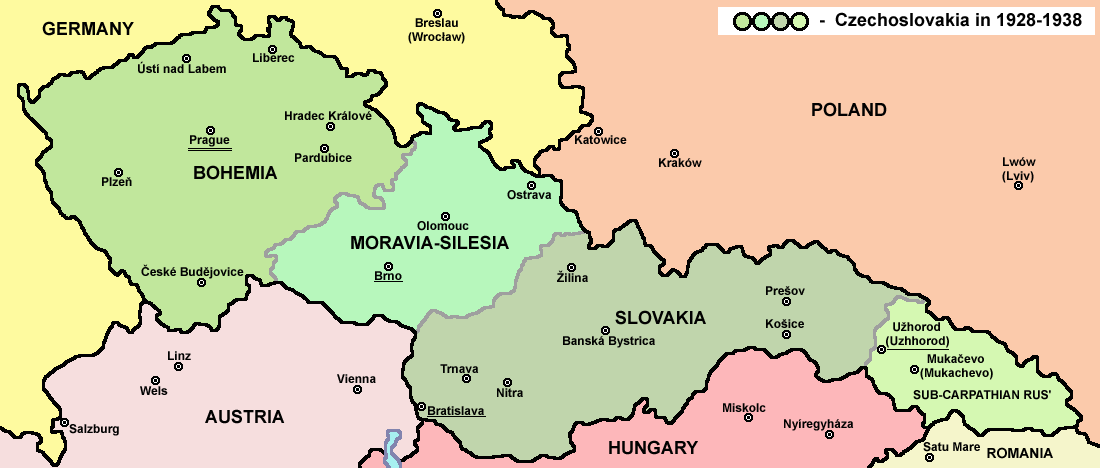

## Termini collegati
L'elemento chimico rutenio fu isolato nel 1844 a partire dal platino estratto negli Urali.